# دنيا الأمل إسماعيل
دنيا الأمل إسماعيل هي كاتبة وشاعرة فلسطينية، كما تنشط في مجال المرأة وحقوق الإنسان والإعلام، وتعمل مديرةً لجمعية المرأة المبدعة في قطاع غزة. يُشار إلى أنَّ عددًا من مؤلفاتها قد ترجمت إلى لغاتٍ مختلفة. يقول عنها الشاعر والمفكر حسين البرغوثي (1954-2002) بأنَّ «دنيا الأمل إسماعيل هي حالة فلسطينية خاصة ومنفردة في سماء الصورة ومتكئة فوق قوة اللحظة».

## سيرتها
درست دنيا الأمل إسماعيل حسونة المرحلة الثانويَّة في مدرسة بنات العريش، وذلك بعد ترحيل عائلتها من غزة بأمرٍ من الجيش الإسرائيلي إلى هناك عام 1981، كما نشطت دُنيا خلال الانتفاضة الفلسطينية الأولى. أكملت دراسة بكالوريوس الأدب العربي في مصر وحصلت على ماجستير العلوم السياسية من جامعة الأزهر بغزة. كانت قد عملت صحفيةً في صحيفة الحياة الجديدة وصحيفة الأيام.

### مؤلفاتها
أصدرت دُنيا أول كتابٍ لها تحت عنوان «رأيت في غزة»، كما صدر لها ثلاث مجموعات شعريِّة، وهيَّ: «كل على حدة» (1996)، «رنين العزلة» (1999)، «ليس هو» (2010). ترجمت هذه المجموعات إلى اليابانية والإسبانية والإيطالية. شاركت عام 2014 في تأليف كتاب «المرأة العربية من العنف والتمييز إلى المشاركة السياسية» الصادر عن مركز دراسات الوحدة العربية. كما فازت بجائزة منتدى نساء البحر الأبيض المتوسط في فرنسا عن قصةٍ لها بعنوان «أمي وشجرة الزيتون»، ولكنها لم تستطع تسلّم الجائزة بسبب إغلاق معبر رفح، وتُرجمت هذه القصة إلى اللغة الفرنسية.